# Instytut Wiedzy o Tożsamości „Misja Czaitanii”
Instytut Wiedzy o Tożsamości „Misja Czaitanii” – nowy ruch religijny wywodzący się z hinduistycznej tradycji religijnej określanej jako gaudija wisznuizm, zarejestrowany w Polsce jako przedstawicielstwo ruchu religijnego The Science of Identity Foundation założonego w 1977 roku na Hawajach przez Chrisa Butlera (Założyciel The Science of Identity Foundation tytułowany jest przez wyznawców imieniem Jagad Guru Siddhaswarupananda Paramahamsa). W Polsce przedstawiciele Misji Czaitanii rozpoczęli działalność w 1988 roku, a jako związek wyznaniowy z siedzibą w Lublinie funkcjonują od 1990 roku. Misyjna działalność związku polega na organizowaniu wykładów i odczytów oraz na wydawaniu publikacji o tematyce religijnej. W latach 1996–2002 Misja wydawała w Polsce periodyk „Haribol Polska”. Obecnie prowadzi działalność pod nazwą: Szkoła Medytacji i Samorealizacji.
W 2020 roku Instytut liczył 669 członków i prowadził 8 ośrodków.

## The Science of Identity Foundation
Misja Czaitanii należy do tradycji wisznuickiej nurtu Brahma-Madhva-Gaudiya-sampradaja. 
Nazwa „Misja Czaitanii” odnosi się do Ćaitanji Mahaprabhu, uważanego za inkarnację Kryszny, który przez większość życia promował bhaktijogę poprzez zbiorowe intonowanie Maha Mantry. Misja Czaitanii propaguje kult wiary w jednego Boga, który ma wiele imion takich jak Jahwe, Allah, Kryszna itd. 
Misja Czaitanii należy do Światowego Stowarzyszenia Wisznuickiego (World Vaishnava Association).

## Misja Czaitanii
Członkowie Misji zobowiązani są do przestrzegania czterech zasad:
- wegetarianizmu
- niestosowania środków odurzających oraz używek (narkotyków, alkoholu, papierosów, kawy, herbaty etc.)
- ograniczenia życia seksualnego tylko i wyłącznie do prokreacji.
- powstrzymania się od hazardu w jakiejkolwiek postaci.

W odróżnieniu od wisznuitów zrzeszonych w Międzynarodowym Towarzystwie Świadomości Kryszny, członkowie nie noszą tradycyjnych strojów hinduskich, a podczas śpiewów liturgicznych wykorzystują do akompaniamentu popularne na Zachodzie instrumenty, jak np. gitara. Nie zakładają klasztorów czy scentralizowanych wspólnot. 

## Kult
Poza mantrą, zwaną też Maha Mantrą (intonowaną zbiorowe oraz indywidualne) 
Hare Kryszna Hare Kryszna,
Kryszna Kryszna Hare Hare,
Hare Rama Hare Rama,
Rama Rama Hare Hare.
która jest wspólna dla Międzynarodowego Towarzystwa Świadomości Kryszny i Instytutu Wiedzy o Tożsamości „Misja Czaitanii”, ten ostatni ma jeszcze dodatkową mantrę:
Haribol Nitai-Gaur,
Nitai-Gaur Haribol,
Gopala Govinda Rama,
Madana Mohana.